# 시라이시촌
시라이시촌(白石村)은 오카야마현 미쓰군에 설치되었던 촌이다. 현재의 오카야마시에 해당한다.

## 역사
- 1889년 6월 1일 - 정촌제 시행에 의해 미노군 시라이시촌이 발족하였다.
- 1900년 4월 1일 - 쓰다카군과 합병해 미쓰군이 되었다.
- 1952년 4월 1일 - 오카야마시에 편입해 소멸하였다.

## 참고문헌
- 『岡山市史　政治編』岡山市役所、1964年。